# 柳川強
柳川 強（やながわ つよし、1964年 - ）は、日本のテレビドラマ演出家。
大阪府出身。一橋大学社会学部卒業。日本放送協会所属。ギャラクシー賞、芸術選奨新人賞　大山勝美賞等受賞。

## 人物・経歴
大阪府出身。大阪府立茨木高等学校卒、一橋大学社会学部卒。日本放送協会入局。NHK名古屋放送局専任ディレクターなどを経て、NHK制作局ドラマ番組部チーフ・ディレクター。現・エグゼクティブ・ディレクター
- 2008年
  - 第34回放送文化基金賞演出賞受賞[2]
  - ギャラクシー賞テレビ部門優秀賞受賞
- 2009年
  - 芸術選奨新人賞（放送部門賞）・文部科学大臣新人賞受賞[3]
- 2022年
  - 大山勝美賞[4]
- 2023年
  - 貧困ジャーナリズム特別賞[5]等受賞。

## 作品

### テレビドラマ
- 連続テレビ小説
  - ひまわり（1996年、演出）
  - 天うらら（1998年、演出）
  - オードリー（2000年 - 2001年、演出）
  - まんてん（2002年 - 2003年、演出）
  - 花子とアン（2014年、演出）
- ふたり（1990年）
- ドラマ愛の詩「料理少年Kタロー」（2001年、演出）
- ビタミンF（2002年、演出）※ギャラクシー賞奨励賞
- NHKスペシャル
  - 新しい朝が来た〜8月15日のラジオ体操〜（2003年）※文化庁芸術祭参加
  - 鬼太郎が見た玉砕〜水木しげるの戦争〜（2007年、演出）※文化庁芸術祭優秀賞、放送文化基金賞本賞・演出賞・俳優賞、ギャラクシー賞優秀賞
  - 最後の戦犯（2008年、演出）※ギャラクシー賞奨励賞、芸術選奨新人賞　
  - 気骨の判決（2009年、演出）※文化庁芸術祭参加
- 大河ドラマ「義経」（2005年、演出）
- 土曜ドラマ
  - 刑事の現場（2008年、演出）
  - 監査法人（2008年）
  - 鉄の骨（2010年、演出）※ギャラクシー賞奨励賞
  - 負けて、勝つ 〜戦後を創った男・吉田茂〜（2012年、演出）
  - やさしい猫（2023年、演出）※貧困ジャーナリズム特別賞
- ドラマ10
  - セカンドバージン（2010年、演出）※東京ドラマアウォード連続ドラマ部門優秀賞
  - 下流の宴（2011年、演出）
  - コントレール〜罪と恋〜（2016年、演出）
- 百合子さんの絵本 〜陸軍武官・小野寺夫婦の戦争〜（2016年、演出）
- 返還交渉人　いつか、沖縄を取り戻す（2017年、演出）
- やけに弁の立つ弁護士が学校でほえる（2018年、演出）※ギャラクシー賞奨励賞
- 永遠のニㇱパ 〜北海道と名付けた男 松浦武四郎〜（2019年、演出）
- 夢食堂の料理人〜1964東京オリンピック選手村物語〜（2019年、演出）
- 流行感冒（2021年、演出）※東京ドラマアウォード単発ドラマ部門優秀賞、ギャラクシー賞奨励賞　 大山勝美賞
- 風よ あらしよ（2022年、演出）

- BS時代劇
  - あきない世傳 金と銀（2023年、制作統括）

### 映画
- 返還交渉人 いつか、沖縄を取り戻す（2018年6月30日） - 監督

- 『風よ あらしよ 劇場版』（2024年2月9日） - 監督　[6]、